# Imagen corporativa
La imagen o entidad corporativa es la manera en la que una empresa, firma o comercio se presenta a sí misma al público, tanto como a clientes o a inversores como a empleados. Se puede ver típicamente en logotipos y en el uso de marcas registradas, pero también puede incluir cosas como el diseño de producto, la publicidad, las relaciones públicas, etcétera. Es el objetivo principal de la comunicación institucional de una empresa, con el propósito de construir y mantener su identidad para que coincidan y facilite sus objetivos de negocio. Es creada sobre todo por personas idóneas en diseño gráfico, utilizando principalmente campañas comunicacionales, plataformas digitales y otras formas de promoción.
La imagen corporativa es «el conjunto de ideas, prejuicios, opiniones, juicios ─sean estos verdaderos o falsos─, sentimientos, percepciones y experiencias, adquiridas personalmente o relatadas por otras personas, con relación a una persona física o jurídica, institución, empresa, grupo religioso o étnico, partido político, gobierno o nación». Antezana (2005) precisa que las impresiones, percepciones, ideas y conceptos que los diferentes públicos objetivo se forman de la empresa son resultado del proceso de información y comunicación.
Otros factores que contribuyen a crear una imagen de compañía podrían ser los medios de comunicación, periodistas, sindicatos, organizaciones medioambientales, y otras ONG.  
Las corporaciones no son la única forma de organización que generan este tipo de imágenes. Los gobiernos, las organizaciones caritativas, las organizaciones criminales, las organizaciones religiosas, las organizaciones políticas y las organizaciones educativas todas tienden a tener una imagen única, una imagen que sea parcialmente deliberada y parcialmente accidental, parcialmente auto-creada y parcialmente exógena. 
La imagen no se encuentra en la organización en sí, sino en la mente de los públicos, ya sea internos o externos, que interactúan con ella, de tal forma que no se puede transferir o proyectar, sino que gestiona los estímulos que transmite de modo que pueda comunicar los mejores identificadores para que sea reconocida de la formado más cercana a la imagen deseada o ideal posible.

## Imagen corporativa y posicionamiento de producto
Es un concepto relacionado de una forma muy estrecha con la cultura empresarial. La imagen corporativa debe ser consistente -coherente- con el posicionamiento de producto de la compañía, de la línea de productos, o de la marca. Cualquier incongruencia entre la imagen corporativa total y las posiciones de las ofertas individuales del producto será confusa para los clientes potenciales y tenderá a reducir la rentabilidad.
Una buena imagen corporativa total se puede considerar como la suma de todas las imágenes asociadas a las posiciones individuales del producto de la compañía. El nombre corporativo y el logotipo deben también ser coherentes con la imagen corporativa general. Si se desea hacer una imagen corporativa como científico/técnico/innovador no se llamará a su compañía Sol Místico, ni utilizará un logotipo como el pavo real de la NBC. Asimismo ocurre con los temas publicitarios y con los socios de la distribución: también deben ser consistentes con su imagen corporativa total. Si, por ejemplo, se desea crear una imagen corporativa de lujo, no deberá distribuir sus productos con Walmart, por ejemplo, o utilizar canciones humorísticas en sus anuncios. 
Una imagen corporativa acertada debe también ser creíble. Es decir, la imagen debe estar relativamente cerca de sus comportamientos reales para resultar creíbles.

## Imagen corporativa y Responsabilidad Social Empresarial
Una empresa tiene responsabilidades con la sociedad que van más allá de la mera producción y comercialización de bienes y servicios, porque también asume compromisos con los grupos de interés para solucionar problemas de la sociedad.
Frecuentemente los consumidores son atraídos hacia marcas y compañías bien consideradas por tener una buena reputación en áreas relacionadas con la responsabilidad social empresarial. Esa es por cierto una de las ventajas que trae la responsabilidad social corporativa, ya que también importa en su reputación entre la comunidad empresarial, incrementando así la habilidad de la empresa para atraer capital y asociados, y también con los empleados dentro de la empresa.

## Componentes de la imagen corporativa
La imagen corporativa puede estar compuesta por uno o más elementos, que de manera conjunta o independiente todos cumplen una misma función: acentuar la gráfica y la solidez de la imagen corporativa, mediante la cual los usuarios puedan reconocer quién factura el producto o servicio,   y por consiguiente determinar sus características y valores. Dentro de los elementos podemos encontrar los siguientes:
Edificaciones, presentación de los productos, marca o nombre, color, personajes, iconos, música, comunicación, medios, isotipo, logotipo, monograma, eslogan, emblema, pictograma, anagrama, logograma, imagotipo. 
Dentro de la imagen de una empresa también se incluye su filosofía, misión, visión, valores, lealtad, servicio, integridad e innovación.
Todas las normas que deben cumplir los elementos que componen la imagen de la empresa deben estar recogidos en un manual de identidad corporativa.

## Creación de un nombre
El nombre es un factor primordial, tenemos una necesidad innata por denominar a todo lo que nos rodea. Más que un signo de identificación es una dimensión esencial, proyecta la personalidad. Un elemento sin nombre es un elemento sin existencia real en nuestro espíritu, el nombre tiene una función lógica y una simbólica, sobre todo para sus funciones de identificación y de penetración en una audiencia. Dar nombre a una entidad es fundamental pues la importancia reside en que ese nombre es un elemento de intercomunicación para todos los miembros de una sociedad.

### Métodos creativos
- Analogía: surge a partir de la relación entre nombre y entidad.
- Extrañeza: factores de sorpresa, contraste, incoherencia o esnobismo.
- Contrarios a los caracteres directos, analógicos o descriptivos.
- Evocación: Situación emotiva creada entre el producto, marca o empresa y sus atributos. Marcas de perfumería o cosmética. Idealización.
- Amplificación: valoración superlativa. Nombres evocadores de gigantismo con miras a crear una imagen de alta potencia y universalidad. “Inter”; Royal o Champions.
- Confiabilidad: sujetos encuadrados en el concepto del bien común. Importantes los factores de confianza y solvencia.
- Combinatoria: Combinación de nombres, letras, números… 3M
- Excelencia : la que deriva del buen posicionamiento

### Mecanismos lingüísticos
- Descriptivos: enunciación sintética de los atributos de una institución. Banco Interamericano de Desarrollo o Museo Español de Arte Contemporáneo.
- Simbólicos: alusión a la institución mediante una imagen literaria. Camel, Omega o Nestlé.
- Patronímicos: alusión a la institución mediante el nombre propio de una personalidad clave. Lacoste, Johnson &Johnson o Mercedes Benz.
- Topónimos: alusión al lugar de origen o área de influencia de la institución. Banco Santander o Aerolíneas Argentinas.
- Contracciones: construcción artificial mediante iniciales o fragmentos de palabras. IBM o “AEG”.

## Línea gráfica impresa o papelería
Es la parte del diseño gráfico que corresponde con la publicidad impresa de una empresa y que serán todos los diseños que se van a imprimir en grandes proporciones o cantidades para diferentes fines como: promoción y publicidad, facturación (que incluye formularios, contratos, suscripciones, etc.), volanteo, calcomanías, afiches, calendarios, sobres ejecutivos, etc. El diseñador gráfico se encargará de realizar los diseños para los fines anteriores mencionados, grabarlos en un CD en los formatos específicos, para luego ser impresos en una impresora o imprenta de acuerdo a la campaña determinada en el coste por persona conocido como el Costo por mil (CPM), que es la efectividad de una campaña publicitaria o promoción de llegar a cantidades de personas calculadas en cifras de mil o su sumatoria (como por ejemplo impresión de 250, 500 o 750 volantes), el resultado se obtiene en las cantidades de productos o servicios que adquieren o compran las personas que recibieron algún impreso (un volante, un brochure, un calendario, etc.); y se resta la inversión realizada en diseño gráfico y papelería, para saber con este resultado la calidad y efectividad que tuvo la campaña impresa en ingresos y publicidad.